# Pravi moljci
Tineidae porodica moljaca, malih leptira uskih krila. Poznato je gotovo 3 000 vrsta.
Gusjenice žive u tuljcima što ih slijepe od izgrizenih dijelova lišća, odnosno dlaka, sukna i dr.
Gusjenica krznenoga moljca (Tinea pellionella) oštećuje krzno, suknenog moljca (Tinea biselliella) tekstil, žitnog moljca (Tinea granella) žito, druge vrste žive i hrane se u brašnu, na jabuci, breskvi, maslini, grožđu, kukuruzu, naranči, smokvi i sl. 
Odrasle jedinke se ne hrane i žive samo dok ne polože jaja.
- Taksoni:

Acanthocheira, Acridotarsa, Acritotilpha, Afrocelestis, Afroscardia, Agnathosia, Agorarcha, Agoraula, Amathyntis, Amorophaga, Amphixystis, Analytarcha, Anastathma, Ancystrocheira, Anemallota, Anomalotinea, Antigambra, Antipolistes, Antitinea, Aphimallota, Apreta, Archemitra, Archinemapogon, Archyala, Argyrocorys, Astrogenes, Asymphyla, Asymplecta, Ateliotum, Augolychna, Autochthonus, Axiagasta, Barymochtha, Basanasca, Bascantis, Bathroxena, Brachydoxa, Briaraula, Brithyceros, Bythocrates, Callicerastis, Callocosmeta, Catalectis, Catapsilothrix, Cataxipha, Catazetema, Cephimallota, Cephitinea, Ceratobia, Ceratophaga, Ceratuncus, Cervaria, Chionoreas, Chrysocrata, Cimitra, Cinnerethica, Clepticodes, Clinograptis, Cnismorectis, Colobocrossa, Colpocrita, Comodica, Compsocrita, Coniastis, Contralissa, Coryptilum, Cosmeombra, Cranaodes, Craniosara, Criticonoma, Cryphiotechna, Crypsithyris, Crypsithyrodes, Crypsitricha, Cubitofusa, Cubotinea, Cycloponympha, Cylicobathra, Cynomastix, Dasmophora, Dasyses, Daviscardia, Diachorisia, Diataga, Dicanica, Dinica, Dinochora, Doleromorpha, Dolerothera, Dorata, Drimylastis, Drosica, Dryadaula, Dyotopasta, Eccritothrix, Echyrota, Ecpeptamena, Ectabola, Ectropoceros, Edosa, Elatobia, Ellochotis, Emblematodes, Enargocrasis, Endeixis, Endophthora, Endromarmata, Epactris, Ephedroxena, Episyrta, Erechthias, Eremicola, Eriozancla, Erysimaga, Eschatotyp, Euagophleps, Eucrotal, Eudarcia, Eugennaea, Euplocamus, Euprora, Exonomasis, Exoplisis, Gaedikeia, Galachrysis, Gentingia, Gerontha, Glaucostolella, Gourbia, Graphicoptila, Graphidivalva, Habrophila, Hapalothyma, Haplotinea, Hapsifera, Hapsiferon, Harmaclona, Harmotona, Hecatompeda, Heterostasis, Hilaroptera, Hippiochaetes, Histiovalva, Homalopsycha, Homodoxus, Homosetia, Homostinea, Hoplocentra, Hormantris, Hyalaula, Hybroma, Hyladaula, Hyperbola, Hypoplesia, Infurcitinea, Ippa, Ischnoscia, Ischnuridia, Isocorypha, Janseana, Kangerosithyris, Karsholtia, Kermania, Leptonoma, Leptozancla, Lepyrotica, Leucomele, Leucophasma, Lichenotinea, Lindera, Liopycnas, Lipomerinx, Lithopsaestis, Lysiphragma, Lysitona, Machaeropteris, Marmaroxena, Matratinea, Mea, Mecomodica, Melodryas, Meneessia, Merunympha, Mesopherna, Metapherna, Metasticha, Metatinea, Miarotagmata, Micrerethista, Mimoscopa, Minicorona, Miniscardia, Miramonopis, Mitrogona, Moerarchis, Monachoptilas, Monopis, Montescardia, Montetinea, Morophaga, Morophagoides, Moscardia, Myrmecozela, Mythoplastis, Nannotinea, Nearolyma, Necroscardia, Nemapogon, Nemaxera, Neoepiscardia, Nesophylacella, Neurothaumasia, Niditinea, Nonischnoscia, Nothogenes, Novotinea, Nyctocyrmata, Ochetoxena, Ocnophilella, Oenoe, Ogmocoma, Oinophila, Opogona, Organodesma, Orocrypsona, Otochares, Oxylychna, Oxymachaeris, Pachyarthra, Pachydyta, Panthytarcha, Paraptica, Pararhodobates, Parochmastis, Pectiniscardia, Pedaliotis, Pelecystola, Perilicmetis, Perissomastix, Peristactis, Peritrana, Petasactis, Petula, Pezetaera, Phaeoses, Phalloscardia, Phereoeca, Philagraulella, Philagrias, Phruriastis, Phryganeopsis, Phthinocola, Phthoropoea, Phyciodyta, Pisistrata, Pitharcha, Plaesiostola, Platysceptra, Plemyristis, Polypsecta, Pompostolella, Pontodryas, Praeacedes, Pringleophaga, Probatostola, Proboloptila, Propachyarthra, Prosetomorpha, Protagophleps, Protaphreutis, Proterodesma, Proterospastis, Prothinodes, Protodarcia, Psecadioides, Psychoides, Pyloetis, Randominta, Ranohira, Reisserita, Rhinophyllis, Rhodobates, Rungsiodes, Sagephora, Sarocrania, Scalmatica, Scardia, Scardiella, Sciomystis, Sematoplusia, Semeoloncha, Setiarcha, Setomorpha, Silosca, Stathmopolitis, Stemagoris, Stenoptinea, Stryphnodes, Syncraternis, Syngeneta, Syrmologa, Tenaga, Tephrosara, Tetanostola, Tetrapalpus, Thallostoma, Theatrochora, Thisizima, Thomictis, Thomintarra, Thuriostoma, Thyrsochares, Timaea, Tinea, Tinemelitta, Tineola, Tineomigma, Tineovertex, Tinissa, Tiquadra, Tomara, Tracheloteina, Trachycentra, Trachyrrhopala, Trachytyla, Transmixta, Triaxomasia, Triaxomera, Trichearias, Trichophaga, Trierostola, Trigonarchis, Trissochyta, Trithamnora, Tryptodema, Vanna, Vespitinea, Wegneria, Wyoma, Xerantica, Xeringinia, Xylesthia, Xystrologa, Zonochares, Zygosignata, Zymologa.